# Jean-Adam Guilain
Jean-Adam Guilain /ʒɑ̃ aˈdɑ̃ ɡiˈlɛ̃/ (nato Johann Adam Wilhelm Freinsberg) (1680 circa – dopo il 1739) è stato un compositore, organista e clavicembalista francese di origine tedesca, attivo a Parigi nella prima metà del XVIII secolo..

## Biografia
Poco è noto della sua vita. Nacque in Germania intorno al 1680 (non si conosce la data precisa) e per ragioni sconosciute si stabilì in Francia verso il 1702. Qui si legò a Louis Marchand e ne fu quasi certamente allievo; a Marchand dedicherà la sua prima raccolta di pezzi per organo. Guilain morì poco dopo il 1739, anno in cui pubblicò una raccolta di pezzi per clavicembalo, la cui unica copia attualmente esistente si trova alla British Library. 
Il suo cognome francese "Guilain" è un adattamento del suo terzo nome Guillaume/Wilhelm. Secondo il musicologo André Pirro, il suo vero nome era Guillaume Freinsberg.

## Opere

### Pièces de clavecin (1739)
L'unico esemplare di questa raccolta di 26 pezzi dai titoli talvolta enigmatici (e la cui qualità lascia spesso a desiderare) si trova nella collezione della British Library: PIECES DE CLAVECIN / D’UN GOUT NOUVEAU / PAR Mr. GUILAIN./ Gravées par De Gland Graveur du Roy./ Prix 3l./ A PARIS. /
Titoli dei pezzi: Fanfare - Je veux Garder - Le Beau B.T. - Amis - Ton H.C. - Babé L.R. - Joconde - Mirtil - Mon Cousin - Tircis Couché - Ma Cloris - L’autre jour - Mamy Margot - O Gué - Pierre B.- Les Pèlerins 1er Air - 2e Air - Boire a son tour - Je suis encor - Bransle de Metz - On dit - Allons - La Tétard - Menuet Allemand.

### Pièces d'orgue
Una raccolta di Pièces d’orgue pour le Magnificat dans les huit tons de l'Église ("Pezzi d'organo per il Magnificat negli otto toni ecclesiastici") è conservata in un manoscritto del 1706 e in una copia del 1733. Queste suite sono di pura tradizione francese, con alcune concessioni allo stile italiano, e della stessa struttura formale. Solo uno dei due volumi, contenente quattro suite su un totale di otto, scritti da Guilain ci è giunto.
- Suite du premier ton:
  - Plein jeu - Trio - Duo - Basse de trompette - Récit - Dialogue - Petit plein jeu
- Suite du deuxième ton:
  - Prélude - Tierce en taille - Duo - Basse de trompette - Trio de flûtes - Dialogue - Petit plein jeu
- Suite du troisième ton:
  - Plein jeu - Quatuor - Dialogue de voix humaine - Basse de trompette - Duo - Grand jeu - Petit plein jeu
- Suite du quatrième ton:
  - Plein jeu - Cromorne en taille - Duo - Basse de cromorne - Trio - Dialogue - Petit plein jeu

Questi pezzi sono stati pubblicati da Alexandre Guilmant nella sua collana Anthologie des Maîtres de l'orgue, vol. 7, 1906, dal manoscritto della Biblioteca reale di Berlino e da quelli della Collezione Thulemeyer nella Bibliothèque Amélie.

### Altre composizioni
Guilain scrisse anche una messa a cinque voci, purtroppo oggi perduta.

### Esempi sonori
- Guibray: estratti della seconda suite sull'organo Parisot di Guibray, Falaise
- Erik Feller: Jean-Adam Guilain, intégrale des pièces d'orgue pour le Magnificat, organo storico di Cintegabelle, Arion 2006

| Controllo di autorità | VIAF (EN) 302531122 · ISNI (EN) 0000 0000 8016 4187 · CERL cnp01384363 · Europeana agent/base/163457 · LCCN (EN) n87824522 · GND (DE) 132978296 · BNE (ES) XX1777095 (data) · BNF (FR) cb14796025k (data) |